# Жили Гаје
Жили Гаје (фр. Julie Gayet; рођена 3. јуна 1972. године у Сирену) је француска глумица и продуцент.
Кад је напунила 17 година одлази на студије у Лондон. Године 1993. је дебитовала у филму Trois couleurs: Bleu, следеће године игра своју прву главну улогу у филму As Cento e Uma Noites. Добила је награду Роми Шнајдер за улогу у филму Изаберите хотел. Интересантно да је Жили Гаје наступила у филму српског редитеља Бојана Вулетића Практичан водич кроз Београд са певањем и плакањем, заједно са Марком Јанкетићем.
Од 2003. године била је удата за режисера Сантијага Амигорена, са којом има двоје деце, али су се развели 2006. године. Почетком 2013. године, појавиле су се гласине да је Гаје у вези са председником Француске Франсоа Оландом. Дана 10. јануара 2014. године, часопис Клозер је објавио да су Гаје и Оланд у љубавној вези.

## Филмографија
- (1993) Trois couleurs: Bleu (A Liberdade É Azul)
- (1993) The Little Apocalypse
- (1993) À la belle étoile
- (1994) 3000 scénarios contre un virus
- (1994) L'Histoire du garçon qui voulait qu'on l'embrasse
- (1995) As Cento e Uma Noites
- (1996) Sélect Hôtel
- (1996) Delphine 1, Yvan 0
- (1996) Les Deux Papas et la Maman
- (1996) Les Menteurs
- (1998) Sentimental Education
- (1998) Ça ne se refuse pas
- (1998) Le Plaisir (et ses petits tracas)
- (1999) Paddy
- (1999) Why Not Me?
- (2000) La Confusion des Genres
- (2000) Les Gens qui s'aiment
- (2000) Nag la bombe Rosine, la serveuse
- (2001) Vertiges de l'amour
- (2002) Après la pluie, le beau temps
- (2002) Novo
- (2002) Un monde presque paisible
- (2002) Chaos and Desire
- (2002) Ma Caméra et moi
- (2003) Lovely Rita, sainte patronne des cas désespérés
- (2004) Ce qu'ils imaginent
- (2004) Clara et moi
- (2005) Camping à la ferme
- (2005) Bab el web
- (2006) A Woman in Winter
- (2006) Le Lièvre de Vatanen
- (2006) My Best Friend
- (2006) De particulier à particulier
- (2007) Shall We Kiss?
- (2007) Les Fourmis rouges
- (2008) Childhoods
- (2009) Eleanor's Secret
- (2010) Sans laisser de traces
- (2010) Pièce montée
- (2010) 8 fois debout
- (2011) L'Art de séduire
- (2011) The Shape of Art to Come
- (2011) Carré blanc
- (2011) Practical Guide to Belgrade with Singing and Crying
- (2012) After
- (2012) Au cas où je n'aurais pas la palme d'or
- (2012) Nos plus belles vacances
- (2013) Les Âmes de papier
- (2013) Quai d'Orsay